# 寶石毛口鯰
寶石毛口鯰，為輻鰭魚綱鯰形目甲鯰科的其中一種，為熱帶淡水魚，分布於南美洲秘魯Huallaga河流域，棲息在底層水域，生活習性不明。

## 扩展阅读
維基物種上的相關：寶石毛口鯰